# ويليام سميث (لاعب كرة قدم إنجليزي)
ويليام سميث (بالإنجليزية: William Smith)‏ (1875 - ) هو لاعب كرة قدم إنجليزي وبريطاني في مراكز الهجوم والوسط ومهاجم داخلي. لعب مع ستوكبورت كونتي ومانشستر سيتي ومانشستر يونايتد.